# Södermanlands runinskrifter 197
Runinskrift Sö 197 är ett runristat stenblock som ligger på stranden utmed Kolsundet, Ytterselö socken och Strängnäs kommun i Södermanland.

## Runblocket
När blocket som ligger på sin ursprungliga plats ristades låg det helt nära vattnet och var fullt synligt för alla de skepp och båtar som här passerade. Ornamentiken består av en lång slingrande runorm och inskriften är delvis densamma som på Sö 203. Sannolikt hade bröderna som står omnämnda på de två stenarna sin hemmaby i Östa, en förhistorisk järnåldersby där den ena stenen restes, medan den andra placerades här nere vid Kolsundet och strax nära bygdens forna tingsplats. Ristaren torde av stilen att döma vara Balle. En översättning av runinskriften följer nedan:  

## Inskriften
Translitterering:  ' byrn ' auk · kerþar ' litu · hauka ' stin ' at · brþr · sena · uikik ' auk · sigfast · kuþ ' halbi · selu þira ' bet · þan ' til · kuni ' kerua ' 
Normalisering: Biorn ok Gærðarr letu haggva stæin at brøðr sena Viking ok Sigfast. Guð hialpi selu þæiRa bætr þæn til kunni gærva.
Nusvenska: Björn och Gärdar lät hugga stenen efter sina bröder Viking och Sigfast. Gud hjälpe deras själ bättre än de kunde förtjäna.